# Karl O. Christiansen
Karl Otto Christiansen (født 1908, død 22. maj 1976 i Minneapolis) var en dansk kriminolog med vægt på sociologi og statistik.
Christiansen var uddannet på Københavns Universitet og blev magister i filosofi.
Han besvarede et prisspørgsmål i 1934 om begrebet ansvarlighed.
Efter magisterkonference i 1937 var han manuduktør i filosofi og fik erfaring fra kriminalforsorgen gennem arbejder i Vridsløselille, Herstedvester og Dansk Værne- og Tilsynsselskab.
Da kriminologi blev et fag på København Universitets juridiske studium i 1944 fik Christiansen et eksternt lektorat.
I 1957 blev Kriminalistisk Institut oprettet og Christiansen fik en heltidsstilling, fra 1958 som docent og fra 1967 som professor.
I sin forskning var Christiansen inspireret af Paul Fauconnet og Franz Exner.
Han udgav i 1940 artiklen "Kriminologiens fundamentale problemer".
Med Georg K. Stürup udgav han "335 statsfængselsfanger" i 1946 og i 1955 blev det med Karen Berntsen til udgivelsen "Mandlige arresthusfanger i Københavns fængsler".
Undersøgelser i forbindelse med retsopgøret efter besættelse førte til yderligere to udgivelser "Mandlige landssvigere i Danmark under besættelse" fra 1950 og "Landssvigerkriminaliteten i sociologisk belysning" fra 1955.
Christiansen var beskæftiget med tvillingeundersøgelser.
Artiklen "Crime in a Danish twin population" blev udgivet i 1970.
Han udgav i årene omkring 1970 flere andre artikler om danske tvillingers kriminalitet.
Med Stephan Hurwitz var Christiansen forfatter til flerbindsværket Kriminologi.
3. udgave af bogen er tilgængelig i digital form fra Projekt Jurabog.
Christiansen var engageret i nordisk samarbejde.
Han var medlem af Nordisk Samarbejdsråd for Kriminologi fra starten i 1961 og var formand for organisationen mellem 1965 og 1970.
Han var også involveret i arbejde i FN og udgav i den forbindelse "Some Considerations on the Possibility of a Rational Criminal Policy".
I 1955 og 1956 medvirkede Christiansen i to danske dokumentarfilm: "Hvorfor stjæler barnet?" og "Splintret emaille".
Han var også kronikør.